# IPhone (1.ª generación)
El iPhone es un teléfono inteligente y la 1ª generación de los dispositivos de telefonía móvil de Apple, lanzado en exclusiva para el mercado estadounidense en 2007. Después de la aparición de las nuevas versiones fue conocido como iPhone 1 o iPhone 2G.

## Historia
Carece de un teclado físico, integra uno en la pantalla táctil con orientaciones tanto vertical como horizontal. El iPhone de Primera Generación dispone de una cámara de fotos de 2 megapíxeles y un reproductor de música basado en iTunes, además de software para enviar y recibir mensajes de texto y de voz. También ofrece servicios de Internet como leer correo electrónico, cargar páginas web y conectividad por Wi-Fi. Los teléfonos de la primera generación eran GSM cuatribanda con la tecnología EDGE. La segunda generación ya incluía UMTS con HSDPA.
Apple anunció el iPhone en enero de 2007, tras varios rumores y especulaciones que circulaban desde hacía meses. El iPhone se introdujo a la venta inicialmente el 29 de junio de 2007. Fue nombrado «Invento del año» por la revista Time en 2007. Tuvo un precio de salida de 499 USD, solo disponible con la operadora AT&T en EE. UU.

## Artículos que incluye el embalaje
- iPhone
- Manual de instrucciones
- Dock con conector de 30 pines
- Cable USB - 30 pines
- Auriculares estéreo con micrófono
- Paño de Microfibra

## Especificaciones

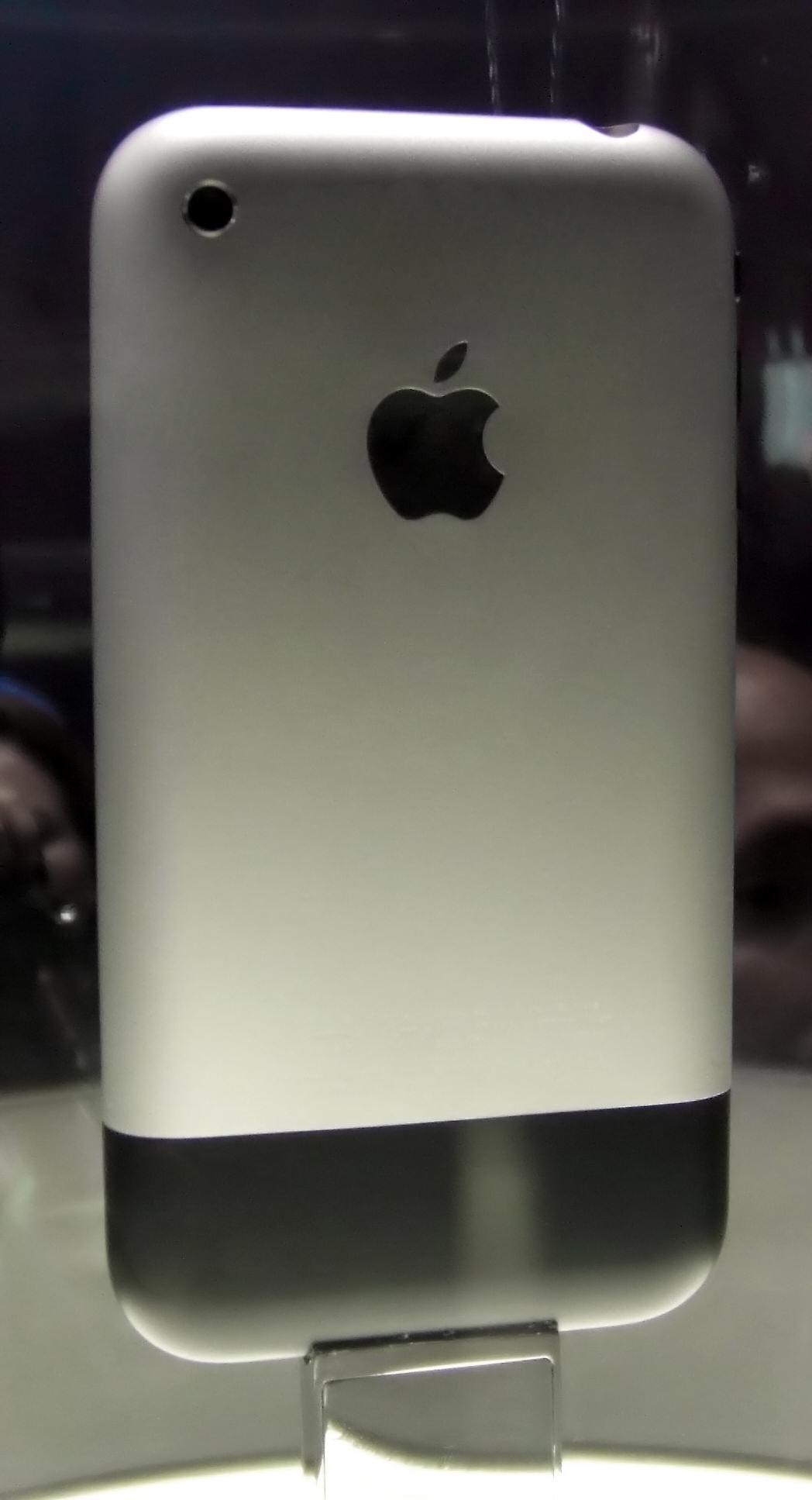
Vista trasera del primer iPhone. La parte de atrás está hecha de metal y de plástico de color negro.

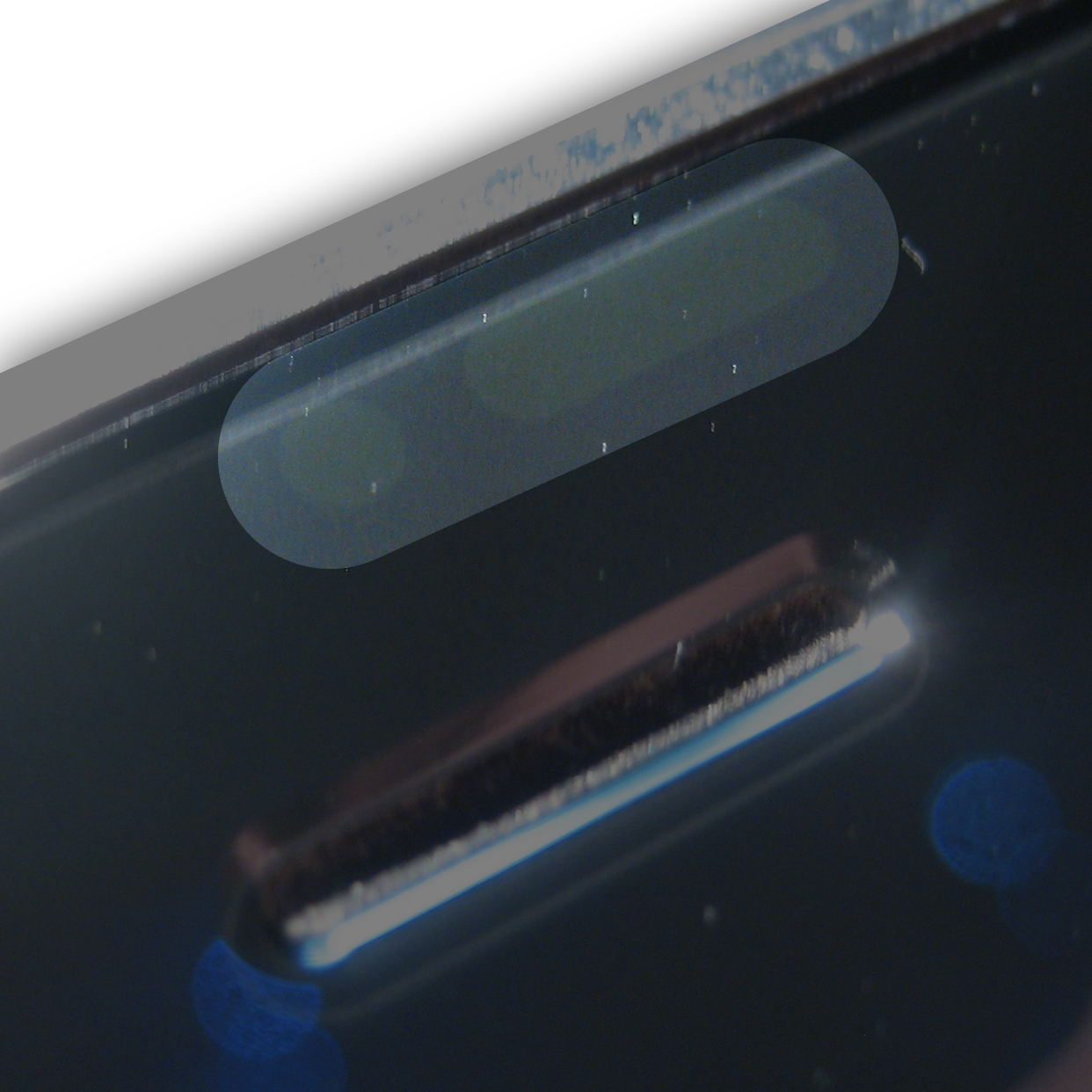
Vista de los sensores de proximidad y de luz ambiental del primer iPhone

- Tamaño y resolución de la pantalla: 3,5" (88,9 mm) 320x480 píxeles.
- Dispositivos de entrada: el botón inicio, el botón de encendido/apagado/reposo/activación (parte superior derecha del aparato), teclas de volumen, interruptor de activar/desactivar silencio y la pantalla capacitiva de 3.5
- Cámara: 2 megapíxeles (1600x1200 píxeles)
- Posicionamiento por células de red y redes Wi-Fi
- CPU: Samsung S5L8900 (412 MHz, procesador ARM 1156, GPU: PowerVR MBX)
- Memoria RAM: 128 MB
- Almacenamiento: 4, 8 o 16 GB
- Sistema Operativo: iOS 1.0 (actualizable a iOS 3.1.3)
- 4 bandas GSM/GPRS/EDGE: GSM 850/900/1800/1900
- Wi-Fi (802.11 b/g)
- Bluetooth 2.1 (soporte solo para auriculares)
- Tamaño: 115 mm x 61 mm x 11,6 mm
- Peso: 135 g
- Batería: 1500 mAh (hasta 16 h de música, 5 h de vídeo y 280 h en reposo)
- Puertos: conector de 30 pines (carga y datos), jack 3,5 mm (auriculares)
- SAR Digital de 0,974 w/kg